# 杨波 (1960年)
杨波（1960年3月—），湖北钟祥人，中国人民解放军少将。

## 生平
杨波毕业于中国人民解放军国防大学，军事学硕士。曾任武警湖北总队副总队长，2009年3月接替已升为武警北京总队总队长的魏哲，担任武警湖北总队总队长。2014年7月夏季武警将领调整中，杨波升任中国人民解放军北京军区副参谋长，跻身正军级。2016年，出任新成立的中国人民解放军中部战区陆军副司令员。